# プラット・アンド・ミラー

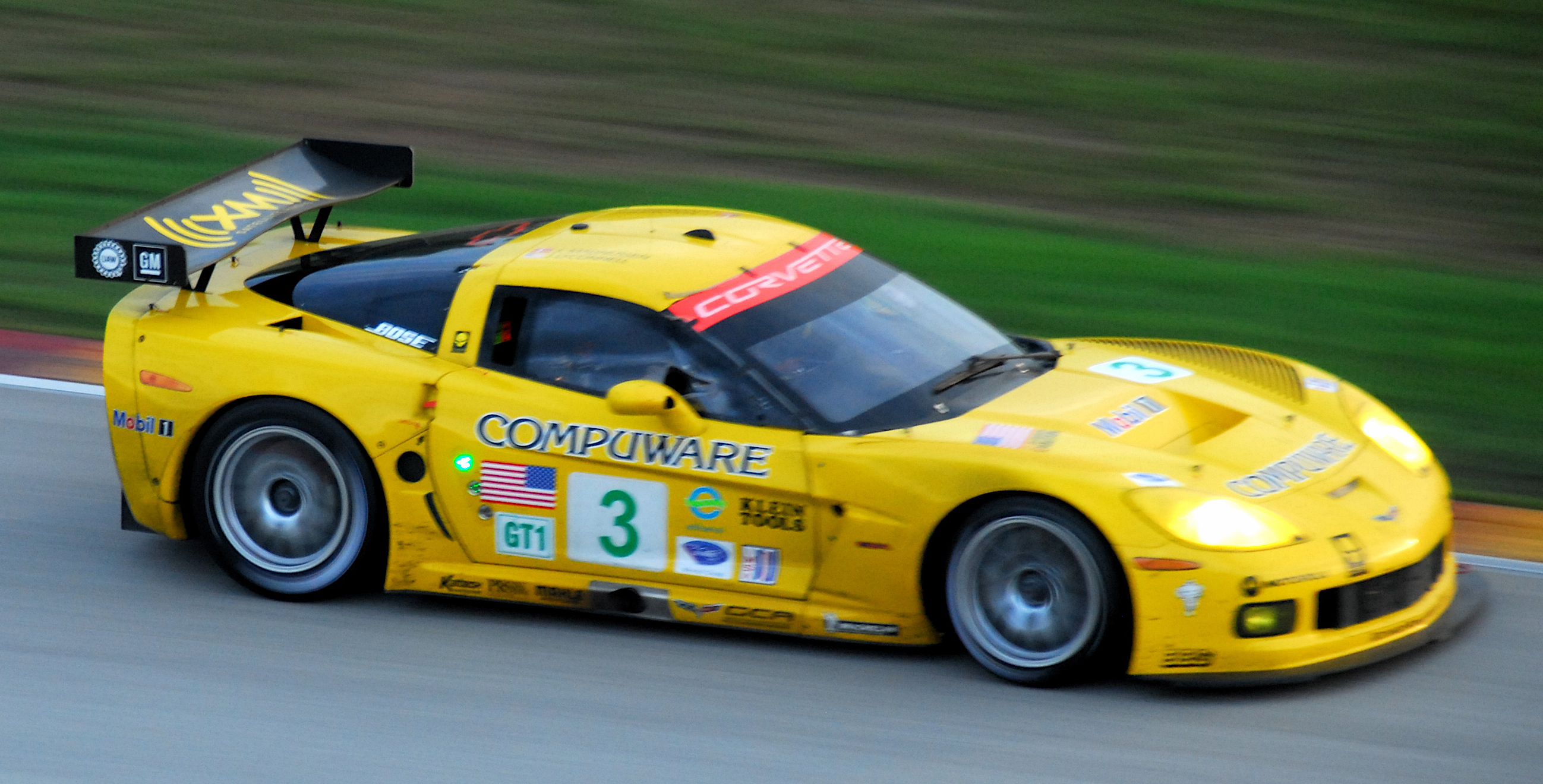
シボレー・コルベット C6.R

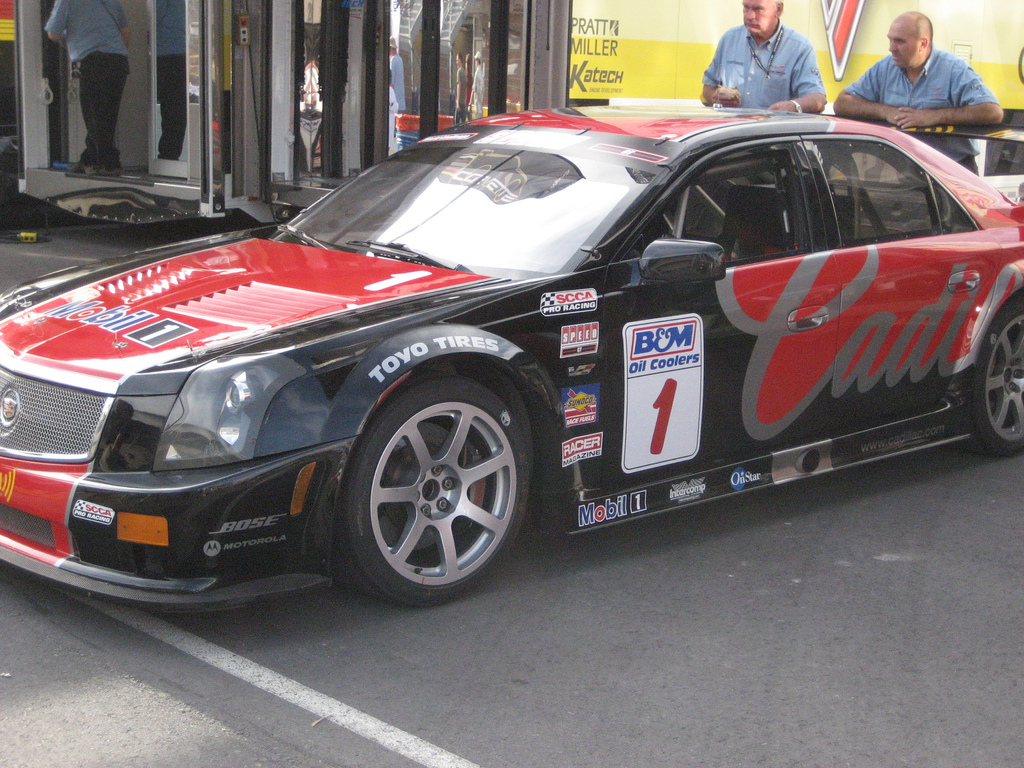
キャデラック・CTS-V

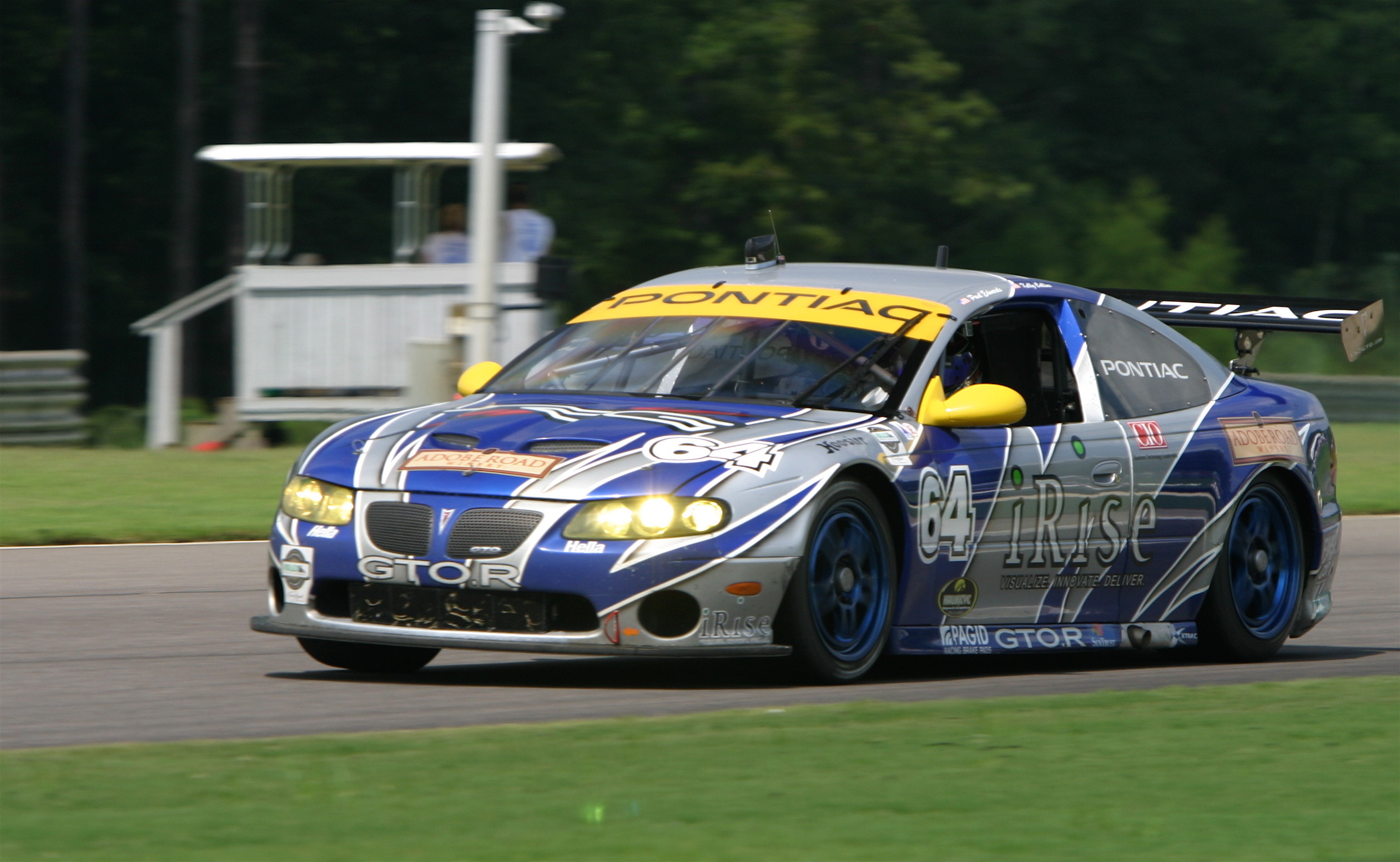
ポンティアック・GTO.R

プラット・アンド・ミラー工学製造 (Pratt & Miller Engineering and Fabrication) は、1989年にゲイリー・プラット（Gary Pratt）とジム・ミラー（Jim Miller）によって創業された、レーシングカーの製造・保守作業とレーシングチーム活動を中心に事業を展開する会社である。コルベット・レーシングの母体として知られる。

## 概要
アメリカ合衆国ミシガン州オークランド郡のニュー・ハドソンに本拠を置き、1999年にシボレー・コルベット C5-Rの開発の中核を担って以来、ゼネラルモーターズ（GM）の公式レーシングチームのひとつとなっている。今日、プラット・アンド・ミラーは、ウェザーテック・スポーツカー選手権で「 コルベット・レーシング 」のチーム名でシボレー・コルベット C7.Rを、ピレリ・ワールド・チャレンジで「 チーム・キャデラック 」のチーム名でキャデラック・ATS-Vの製造・保守・レース活動を行なっている。更には、ポンティアック・GTO.Rとポンティアック・GXP.Rの製造も行い、後にロレックス・スポーツカー・シリーズに参戦する複数のチームの為にシボレー・カマロ GT/GS.Rの製造も同様に請け負った。
GMとの提携以降、プラット・アンド・ミラーは多くの選手権と著名なレースにおいて勝利を重ねてきた。コルベット・レーシングはル・マン24時間レースで8回のクラス優勝を成し遂げ、2001年のデイトナ24時間レースでは総合優勝し、アメリカン・ル・マン・シリーズ（ALMS）で8連覇の偉業を挙げた。チーム・キャデラックは、チームのデビューシーズンとなる2005年のスピード・ワールド・チャレンジにおいて優勝し、2006年のロレックス・スポーツカー・シリーズではプラット・アンド・ミラーが製造したポンティアック・GTO.Rの提供を受けたザ・レーサーズ・グループが勝利した。Katech製のGMのレーシング用小ブロックエンジンのLS7.Rは2006年の年間の世界モータースポーツ用エンジンと名付けられた。 Katechが製造したC5-RとLS7.Rのエンジンは、ALMSとル・マン24時間レースのGTS/GT1クラスに出走するコルベットのC5-RとC6.Rのモデルに搭載された。2009年のル・マンの後、コルベット・レーシングはGT2クラスにカテゴリー変更し、自社製のエンジンを開発して挑むことを決めた。コルベット・レーシングは、2012年と2013年のALMSのGTクラスのチームとマニュファクチャラーのタイトルを獲得している。
プラット・アンド・ミラーは、シボレー・コルベット C6.Rのロード・ゴーイング・カー用に改造したバージョンでC6RSと名付けられたモデルを開発した。C6RSは、Katechが開発し製造したLSエンジンを基にした600馬力を誇るエンジンを搭載している。
IMSA GT選手権GTPクラス用に1991年に製造されたプロトタイプレーシングカーであるイントレピッド・RM-1の初期モデルを開発したコンストラクターの中の1社であった。

## レースカー
イントルピッド・RM-1 (GTP)
シボレー・コルベット C5-R (GTS/GT1)
ポンティアック・GTO.R (Grand-Am GT)
シボレー・カマロ GT (Grand-Am GT)
キャデラック・CTS-V（ピレリ・ワールド・チャレンジ GT）
シボレー・コルベット C6.R (GT1, GT2)
キャデラック・ATS-V.R GT3（ピレリ・ワールド・チャレンジ GT）
シボレー・コルベット C7.R（IMSA GTLM及びLM GTE）
シボレー・コルベット C8.R（IMSA GTLM及びLM GTE）
シボレー・カマロ GT4.R

## 主な獲得した選手権のタイトルとレースの優勝
アメリカン・ル・マン・シリーズ: 「2001年 GTS」、「2002年 GTS」、「2003年 GTS」、「2004年 GTS」、「2005年 GT1」、「2006年 GT1」、「2007年 GT1」、「2008年 GT1」、「2012年 GT」、「2013年 GT」

ピレリ・ワールド・チャレンジ: 「2012年 GT」、「2013年 GT」

ル・マン24時間レース: 「2001年 GTS」、「2002年 GTS」、「2004年 GTS」、「2005年 GT1」、「2006年 GT1」、「2009年 GT1」、「2011年 LMGTE Pro」、「2015年 LMGTE Pro」

デイトナ24時間レース: 「2001年 GT/総合」、「2015年 GTLM」、「2016年 GTLM」

セブリング12時間レース: 「2002年 GTS」、「2003年 GTS」、「2004年 GTS」、「2006年 GT1」、「2007年 GT1」、「2008年 GT1」、「2009年 GT1」、「2013年 GT」、「2015年 GTLM」、「2016年 GTLM」